# القعاميص (بني سعد)

تعديل مصدري - تعديل

القعاميص هي إحدى قرى عزلة بني زيد بمديرية بني سعد التابعة لمحافظة المحويت، بلغ تعداد سكانها 306 نسمة حسب تعداد اليمن لعام 2004.